# Marie Lipsius
Ida Maria (Marie) Lipsius, född den 30 december 1837, död den 2 mars 1927 i Leipzig, var en tysk författare, dotter till Karl Heinrich Adelbert Lipsius.
Marie Lipsius har under pseudonymen La Mara gjort sig ett namn som musikskribent genom Musikalische Studienköpfe (5 band, 1865-82; flera upplagor), Klassisches und Romantisches aus der Tonwelt (1892), med mera samt utgivare av Musikerbriefe aus fünf Jahrhunderten (2 band, 1886), flera samlingar brev från och till Liszt. Hon erhöll 1917 på sin 80-årsdag professors titel. Samma år utgav hon självbiografin Durch Musik und Leben im Dienste des Ideals (2 band).